# Marek Hnila
Marek Hnila (* 31. května 1995, Šternberk) je český spisovatel, fotograf, novinář a performer.
Zakladatel kulturního sdružení autorů tvořících tzv. čistou kulturu (kulturu lartpourlartismu). Mezi jeho díla patří knihy Mezi tebou a mnou, Správná věc, Bratříček a Mezi dobrem a zlem.

## Biografie
Obor střední a později vysoké školy si vybral především kvůli vizi snazšího pracovního uplatnění. Nikdy totiž nebyl vychováván k víře, že kulturou se dá uživit. Už během studia na střední škole v Bruntále psal krátké povídky. Jednou z jeho prvních byla povídka s názvem Cena, která byla později vydána ve spolupráci s Městskou knihovnou v Praze jako elektronická kniha. Cena se během jednoho měsíce dostala mezi 10 nejoblíbenějších titulů, které byly v roce 2014 v Městské knihovně v Praze nabízeny.
V roce 2015 napsal povídku Kdo Velí Mimo Záznam. Tuto filozoficko-politickou alegorii si přečetl spisovatel a nakladatelský redaktor Vladimír Páral a napsal na ni osobně pozitivní kritiku.
Navzdory své samotářské povaze pořádal koncerty, výstavy, performance. Když pak jako obchodník začal rozlišovat mezi komerčním a uměleckým světem, ukončil studium, podal výpověď v zaměstnání a v roce 2017 založil nakladatelství, kde vydal svou první tištěnou knihu Bratříček.
Pohled na své nakladatelství bral velice netradičně a široké veřejnosti své vize prezentoval nejasně. Kritizoval distributory jeho knih, kterým vyčítal, že znevažují význam slova beletrie a tím i umění v literatuře. Veškeré výdělky investoval do své další tvorby a projektů. Během roku uspořádal i několik fotografických výstav, však jeho zájem se pomalu začínal upínat výhradně na literární tvorbu. Často se stěhoval a měnil druhou práci. V roce 2018 vydal sbírku tří novel a jedné povídky s názvem Mezi dobrem a zlem. Vydání této knihy vedlo k upevnění myšlenky Hnilovy tvorby i filozofie jeho nakladatelství. Hnila začal opět spolupracovat s Městskou knihovnou v Praze. Způsobem, kterým vydával své knihy, propagoval názor o literární osvětě v ČR a upozorňoval, že: "Umělecká literatura slouží pro vzdělání, nikoli pro relaxaci."
Práce na jeho třetí knize přerušila zpráva o špatném zdravotním stavu jeho děděčka. Vrací se tedy k rodině do Šternberka. Zároveň dostane nabídku pracovat jako fotograf na Ústavu soudního lékařství. Během dvou a půl let strávených focením soudních pitev vydal knihu Správná věc a značně rozpracoval dílo Mezi tebou a mnou, které je inspirováno jeho životem, a ve kterém je jednou z hlavních postav i postava jeho dědečka. Před dokončením knihy v roce 2021 Markův dědeček umírá, následkem toho se Marek stěhuje zpátky do Olomouce, kde svůj autobiografický román dopsal.

## Dílo
- Bratříček (2017)
- Mezi dobrem a zlem (2018)
- Správná věc (2019)
- Mezi tebou a mnou (2022)